# フィリップ・ブラン
フィリップ・ブラン（フランス語: Philippe Blain, 1960年5月20日 - ）は、フランスの元男子バレーボール選手、指導者。元フランス代表。

## 来歴
モンペリエ出身。現役時代はフランスリーグのモンペリエUC、イタリア・セリエAのクーネオでプレー。フランス代表としても活躍し、欧州選手権4回、世界選手権2回、1988年ソウルオリンピックなど、通算340試合に出場。自国開催の1986年世界選手権では最優秀選手に選出された。 
1991年に現役を引退し、クーネオの監督に就任。1999年にASカンヌ、翌年にアラゴ・ド・セットの監督を務めた後、2001年にフランス男子代表監督に就任した。2002年世界選手権でフランス初の銅メダル獲得、2003年欧州選手権準優勝、アテネオリンピック世界最終予選で7戦全勝で出場権を獲得し、バルセロナオリンピック以来3大会ぶりとなる2004年アテネオリンピック出場へと導いた。
2006年ワールドリーグ、2009年欧州選手権でもチームを準優勝へと導いた。
2017年、全日本男子代表コーチ就任が報道された、監督の中垣内祐一が交通事故により謹慎していた間は、監督代行も務めた。中垣内の監督復帰後も、ブランが戦術面で実質的な指揮を執る状態となっていた。
2021年10月14日、中垣内の監督退任に伴い、日本代表の監督への就任が発表された。日本代表における外国人監督はゲーリー・サトウに次いで2人目で、日系以外では初めてとなる。
2024年2月、パリオリンピック終了後、韓国Vリーグの天安現代キャピタル・スカイウォーカーズ監督に就任することが発表された。
2024年8月6日、パリオリンピック準々決勝のイタリア代表に敗退した試合後に選手から胴上げを受け、日本代表監督からの退任を明言した。

## 所属クラブ
- モンペリエUC（フランス語版） （1981-1989年）
- ピエモンテ・バレー （1989-1990年）

## 指導歴
- ピエモンテ・バレー 監督（1991-1993年）
- ASカンヌ 監督（1999-2000年）
- アラゴ・ド・セット 監督（2000-2001年）
- フランス男子代表 監督（2001-2012年）
- モンペリエUC（フランス語版）監督（2013-2015年）
- ポーランド男子代表 コーチ（2013-2016年）
- 日本男子代表
  - コーチ（2017-2021年）※監督代行（2017年）
  - 監督（2021-2024年）
- 天安現代キャピタル・スカイウォーカーズ 監督（2024年-）